# 849

849 foi um ano comum do século IX, que teve início e fim a uma terça-feira, no Calendário juliano. A sua letra dominical foi F.
| Ano completo                       |
| ---------------------------------- |
| Ano comum com início à terça-feira |

## Eventos
- Concílio de Quierzy: condenação das teses de Godescalco sobre a predestinação.

## Nascimentos
- Alfredo, o Grande, rei do Wessex e de Inglaterra († 899)